# Síla 17
Síla 17 (angl. Force 17, arab. 17 القوة ) je palestinská polovojenská organizace, která plní úkol ochrany předsedy Organizace pro osvobození Palestiny. V minulosti se též podílela na řadě teroristických útoků proti Izraeli.

## Historie
Jednotka vznikla začátkem 70. let 20. století jako ochranka Jásira Arafata a jako součást Fatahu. Za jejího zakladatele je považován Alí Hassan Salame. Od 80. let 20. století jednotka prováděla teroristické útoky v Izraeli či ve světě. Od 90. let 20. století opět jednotka plnila úkoly jako Arafatova ochranka. Od roku 1996 tak činila jako součást palestinských bezpečnostních složek. V roce 2007 byla jednotka Mahmúdem Abbásem v rámci reorganizace palestinské bezpečnosti začleněna do prezidentské gardy.
Členové jednotky patří mezi elitní bojovníky. Procházejí speciálním výcvikem a nosí uniformy.

## Činnost
V roce 1982 se příslušníci jednotky účastnili První libanonské války, podíleli na řadě teroristických útoků proti Izraeli, ale i proti Palestincům. V roce 1985 příslušníci jednotky zavraždili na Kypru 3 izraelské občany. V témže roce jednotka unesla a následně zavraždila izraelského vojáka Moše Leviho. V roce 1987 provedla jednotka atentát na palestinského karikaturistu Naji al-Aliho v Londýně.
Během Druhé intifády se příslušníci jednotky podíleli na útocích proti izraelským jednotkám, ale i na získávání a distribuci zbraní. 
V roce 2006 poté, co v Pásmu Gazy ve volbách zvítězil Hamás se situace vyhrotila natolik, že se hrozilo vypuknutí palestinské občanské války. V té době se jednotka podílela na bojích proti jednotkám Hamásu. Poté, co Hamás v roce 2007 přezval úplnou kontrolu nad Pásmem Gazy, přenesla jednotka svou činnost na území Západního břehu Jordánu.